# Alf's Button (film fra 1920)
Alf's Button er en britisk stumfilm fra 1920 af Cecil Hepworth.

## Medvirkende
- Leslie Henson som Alf Higgins
- Alma Taylor som Liz
- Gerald Ames som Denis Allen
- James Carew som Eustace
- Eileen Dennes som Isobel Fitzpeter